# A Prince of Wales és a Repulse elsüllyesztése
Az HMS Prince of Wales csatahajó és az HMS Repulse csatacirkáló brit  nehéz hadihajók voltak, amelyeket a második világháború csendes-óceáni hadszíntéren, Brit Malájföld partjainál japán repülőgépek  süllyesztettek el 1941. december 10-én. A brit vereség megrengette a hatalmas csatahajók, mint a tengeri háború legfontosabb fegyverei addigi mindenhatóságába vetett hitet, rövidesen a repülőgép-hordozók vették át a szerepüket.

## Előzmények
1941 őszén a Japán Birodalom látszólag még diplomáciai úton próbálta elérni csendes-óceáni igényeinek teljesülését, valójában ez csak megtévesztés volt, a császárság teljes erővel készült a Brit Birodalom, az Amerikai Egyesült Államok és Hollandia elleni háborúra. Novemberben a japán kormány felajánlotta, hogy kiüríti az általa megszállt Francia Indokína déli részét, amíg meg nem születik az átfogó megállapodás Kínáról, ahol megszálló csapatokat állomásoztatott. Tokió cserébe azt kérte, hogy az Egyesült Államok lássa el kőolajjal, ne avatkozzék bele a kínai ügyekbe, hagyja, hogy Japán állítsa helyre a békét Kínában, valamint segítse hozzá Holland Kelet-India termékeihez, elsősorban a nyersanyagokhoz.
November 26-án az amerikai külügyminisztérium visszautasította a japán kéréseket, és felszólította a birodalmat, hogy vonja ki fegyveres erőit Kínából és Francia Indokínából. Ahogy három nappal később Cordell Hull amerikai külügyminiszter Lord Halifaxnak, Nagy-Britannia washingtoni nagykövetének mondta: ezzel a „Japánhoz fűződő kapcsolataink diplomáciai szakasza lényegében véget ért. (...) Lehetséges, hogy Japán váratlanul, és amennyire képes, meglepetésszerűen lép akcióba.”

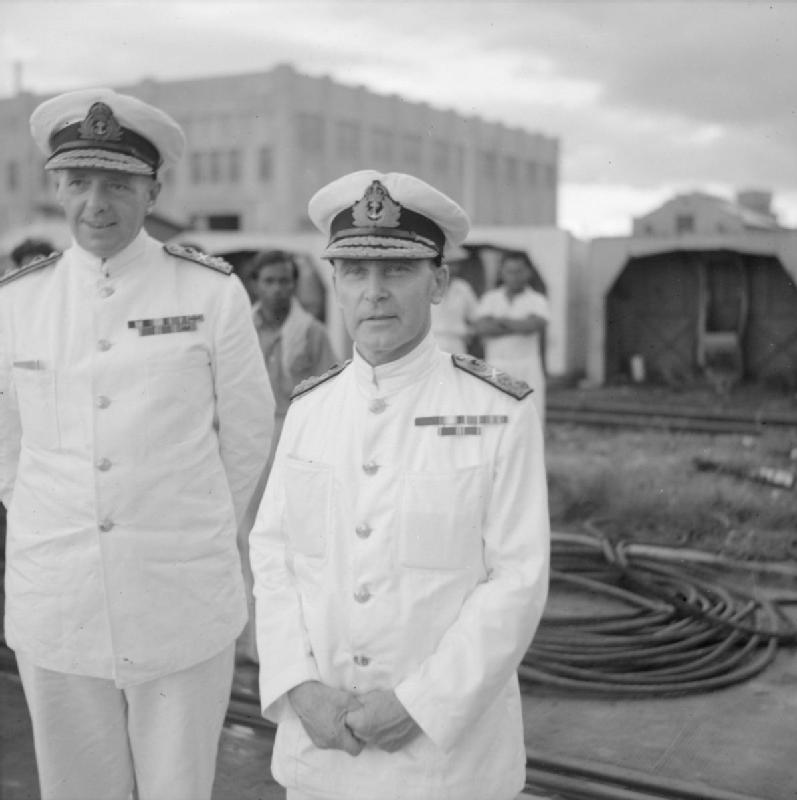
Sir Thomas Phillips (jobbra) és helyettese, Sir Arthur Palliser brit tengernagyok

A britek október közepén elővigyázatosságból elindították Szingapúrba a szinte vadonatúj HMS Prince of Wales csatahajót, az akkori világ egyik legerősebb és legmodernebb hadihajóját, melyet szinte elsüllyeszthetetlennek tartottak és az 1916-ban elkészült, de még nagy harcértéket képviselő HMS Repulse csatacirkálót. Egy repülőgép-hordozónak is velük kellett volna mennie, de ezek nélkülözhetetlenek voltak a Földközi-tengeren, és hogy figyelhessék a német Tirpitz csatahajót Norvégiában. A feladatra végül kijelölt, akkor 50 repülőgépet üzemeltető HMS Indomitable pedig azért nem tudott csatlakozni, mert korallszirtre futott Brit Jamaica partjainál. További 4 csatahajó, az HMS Royal Sovereign, az HMS Ramillies, az HMS Resolution és az HMS Revenge is ki volt jelölve a Z erőnek (Force Z) nevezett flottakötelékhez való csatlakozásra, de ezek csak 1942 elején érkeztek meg a hadszíntérre az HMS Warspite csatahajó, az HMS Indomitable és az HMS Formidable repülőgép-hordozók társaságában.
A britek célja az volt, hogy a két hajó, jelenlétével, állandó fenyegetést gyakoroljon a japánokra, segítse megőrizni Szingapúrt, a "Kelet Gibraltárját" a Brit Birodalom egyik legnagyobb erődítményét és legfontosabb támaszpontját a koronának és megnyugtassa Ausztrália brit domínium kormányát. A Z erőnek parancsnoka Sir Thomas Phillips tengernagy lett, aki az akkor az egyes haditengerészetek vezetésében széles körben elterjedt, a II. világháború addigi eseményei által nem cáfolt álláspontot képviselte, hogy a repülőgépek nem jelentenek komoly fenyegetést a csatahajókra nézve.
December 7-én a japán flotta repülőgépei váratlanul megtámadták Pearl Harbort, a csendes-óceáni amerikai flotta bázisát, és sok hajót, repülőgépet megsemmisítettek. A következő napokban támadás érte a Wake-szigetet, a Fülöp-szigeteket, Thaiföldet és Malájföldet. December 9-én este 10 órakor Sir Winston Churchill brit miniszterelnök értekezletet hívott össze, elsősorban az admiralitás vezetőinek, hogy áttekintsék az ázsiai brit érdekeltségek helyzetét. Megállapították, hogy egyetlen hatásos fegyver van a kezükben, az HMS Prince of Wales csatahajó és az HMS Repulse csatacirkáló. Úgy döntöttek, legjobb, ha a két hajó kifut a nyílt tengerre. Philips légi felderítést kért a brit légierőtől, de ennek teljesítése a japán előrenyomulás miatt lehetetlen volt.
December 8-án a két hajó négy romboló (HMS Electra, HMS Express, HMS Tenedos és az ausztrál HMAS Vampire) kíséretében kifutott Szingapúrból, hogy megtámadja a Thaiföld déli részét Malájföldhöz kötő Kra-földhídon partra szálló japánokat. Phillips a kiváló HMS Mauritius könnyűcirkálót és további három D osztályú könnyűcirkálót (HMS Dragon, HMS Danae, HMS Durban) és brit két rombolót Szingapúrban hagyott, valamint nem várta be a 3 napi távolságon belül lévő HMS Exeter nehézcirkáló, az HMS Hermes könnyű repülőgép-hordozó, a holland Hr.Ms. Java könnyűcirkáló, 2 brit és 4 amerikai romboló csatlakozását sem. A flotta parancsnokát tájékoztatták, hogy egyetlen gépet tudnak felderítésre indítani. Philips ennek ellenére nem fordult vissza. Vadászfedezetül a Royal Australian Air Force RAF Sembawang támaszpontján állomásozó, amerikai Brewster Buffalo vadászgépekkel felszerelt 453. századát jelölték ki, mint flottavédelmi századot (Fleet Defence Squadron), de Phillips úgy gondolta, a repülőgépekkel történő rádióforgalom elárulná helyzetét, így inkább lemondott a légi fedezet igénybe vételéről. A Royal New Zealand Air Force 488., Brewster Buffalo gépeket repülő századának parancsnokának légi fedezet biztosítására vonatkozó ajánlata szintén elutasításra került. További döntő jelentőségű esemény volt, hogy az HMS Prince of Wales félelmetes nehéz és könnyű légvédelmi fegyverzetének tűzvezetését ellátó, radar irányítású High Angle Control System (HACS) berendezés elromlott, javítása pedig legalább egy hetet vett volna igénybe. A csatahajó eztán csak a sokkal kevésbé hatékony optikai légvédelmi tűzvezetésre hagyatkozhatott a radar irányítású helyett.
A Japán Császári Haditengerészet a brit malájföldi inváziós flotta fedezetére felvonultatott 2 db, az I. világháború előttről származó, azóta modernizált csatahajót (valójában csatacirkálót: Kongó, Haruna), 4 Takaó osztályú nehézcirkálót (Takaó, Atagó, Maja, Csókai), 4 Mogami osztályú nehézcirkálót (Mogami, Mikuma, Kumano, Szuzuja), 2 könnyűcirkálót (Jura, Kinu) és 12 rombolót. Az HMS Prince of Wales és az HMS Repulse ugyan jóval nagyobb harcértéket képviselt a két japán csatahajónál, tűzerőben és páncélzatban igen jelentős fölényben voltak, de a 8 japán nehézcirkáló, a 2 könnyűcirkáló és a 12 romboló jelenléte miatt különösen súlyos hibának tűnik Phillips részéről, hogy 4 brit könnyűcirkálót, 2 rombolóval Szingapúrban hagyott, továbbá 1 brit nehézcirkáló, 1 holland könnyűcirkáló, 2 brit és 4 amerikai romboló, valamint az HMS Hermes könnyű repülőgép-hordozó három napon belül lehetséges csatlakozását sem várta be. Így a japánok közepes és könnyű egységekben különösen nagy fölényben bocsátkozhattak volna csatába vele.

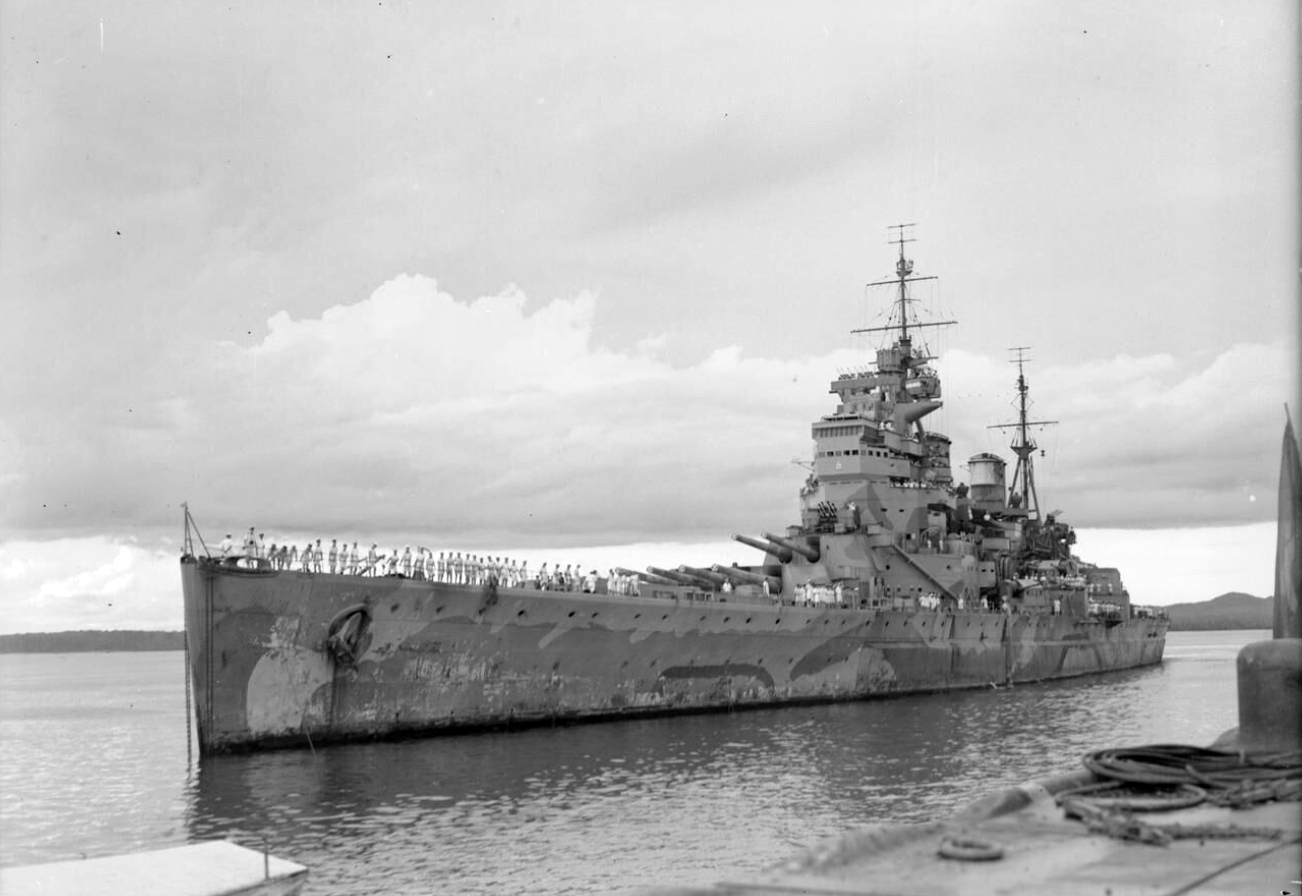
A King George V osztályú HMS Prince of Wales brit csatahajó 1941. december 4-én, Szingapúr kikötőjében.
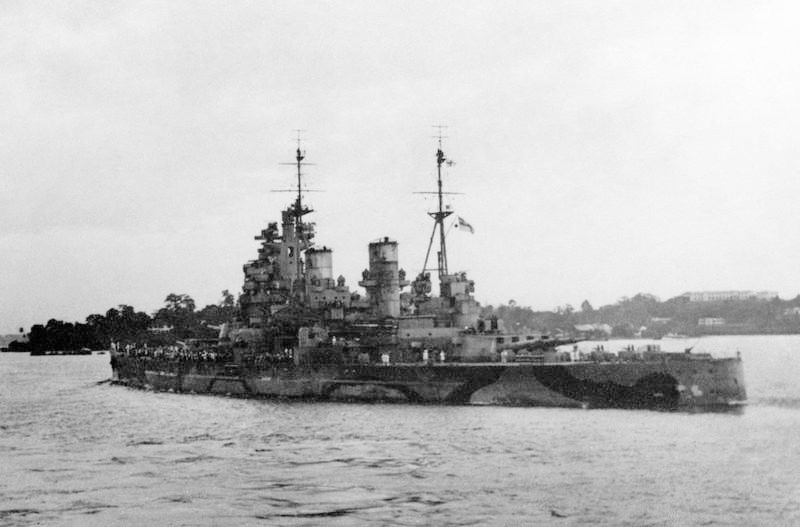
Az HMS Prince of Wales brit csatahajó 1941. december 8-án, Szingapúrban.
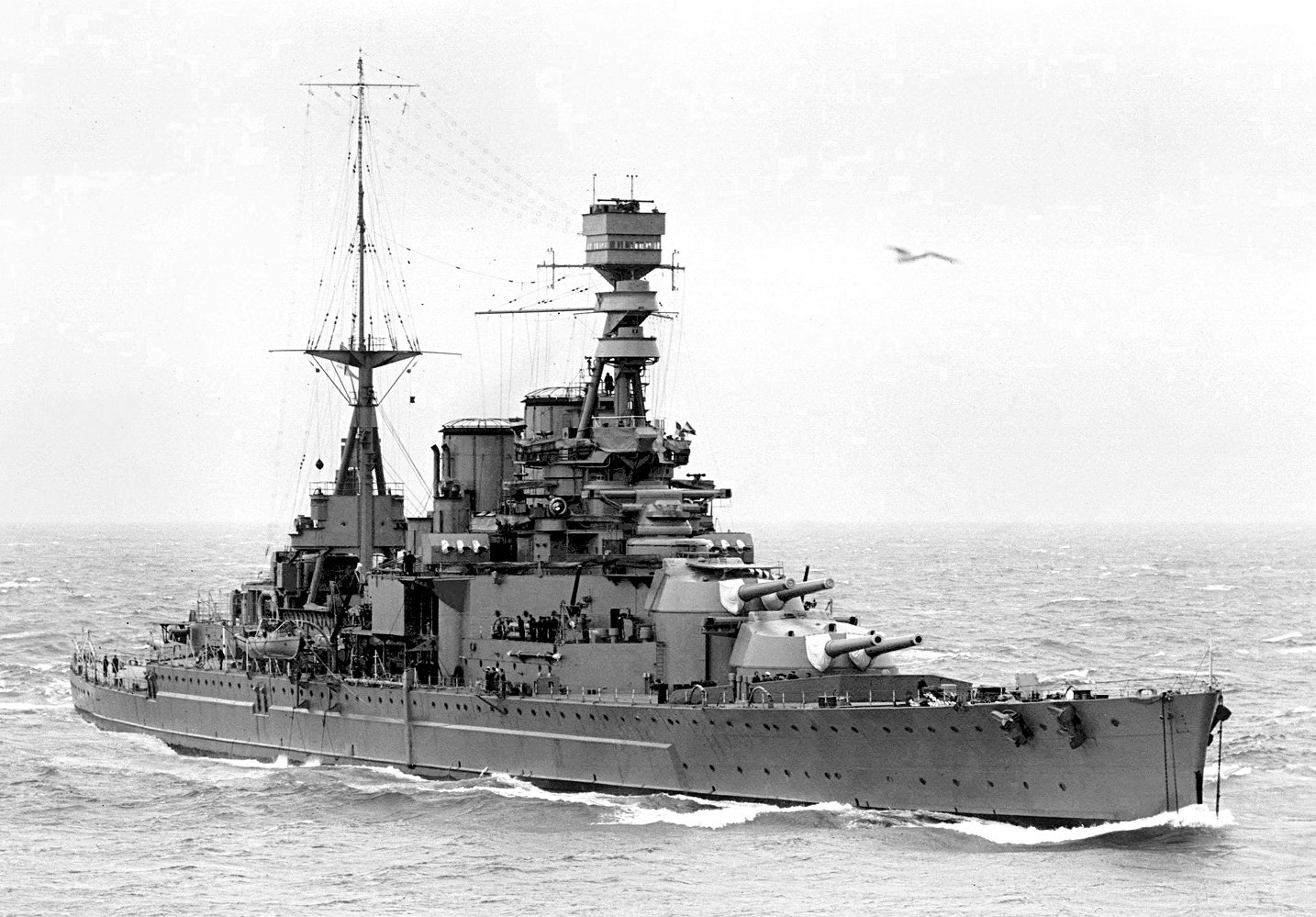
A Renown osztályú HMS Repulse brit csatacirkáló.
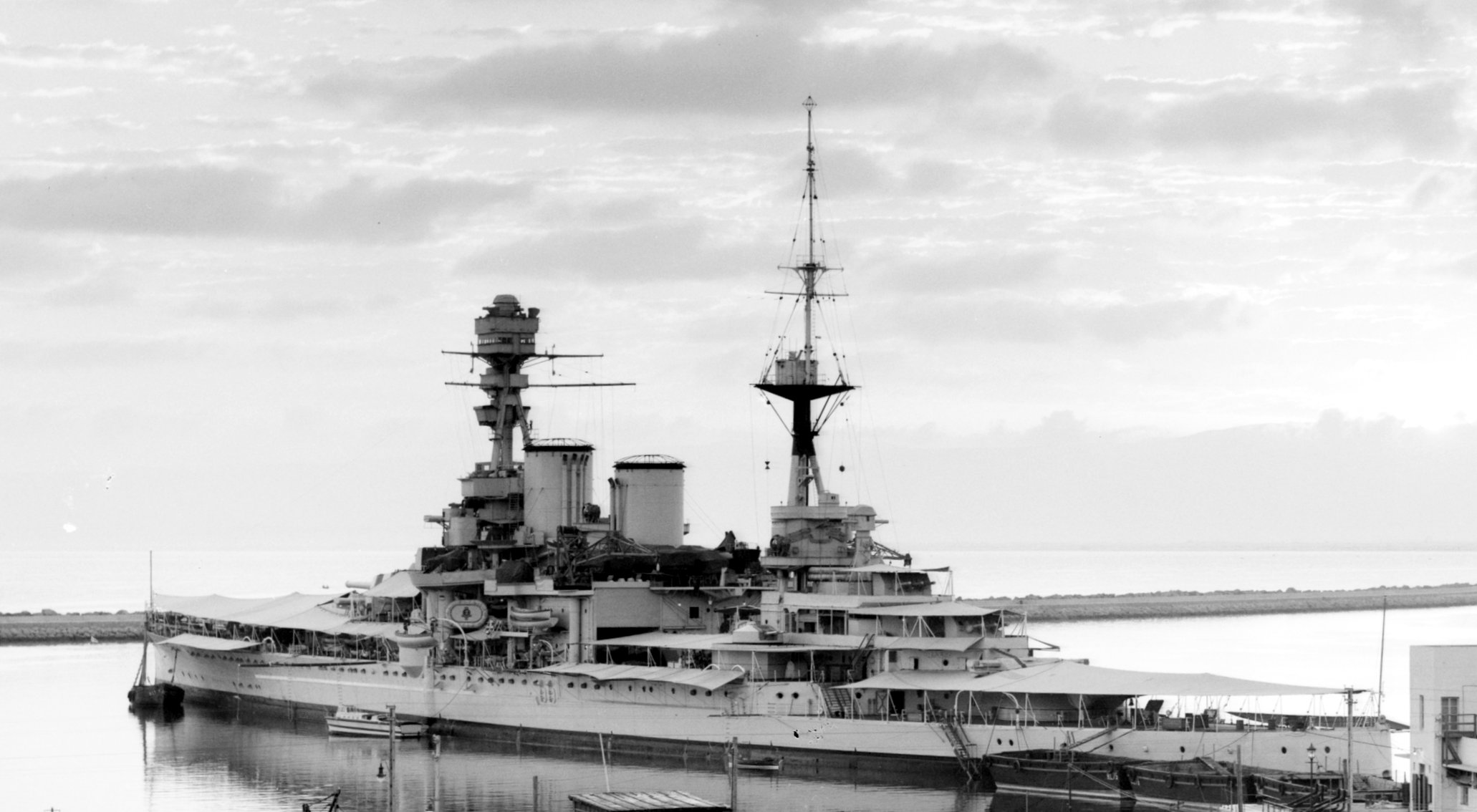
Az HMS Repulse brit csatacirkáló 1938-ban.
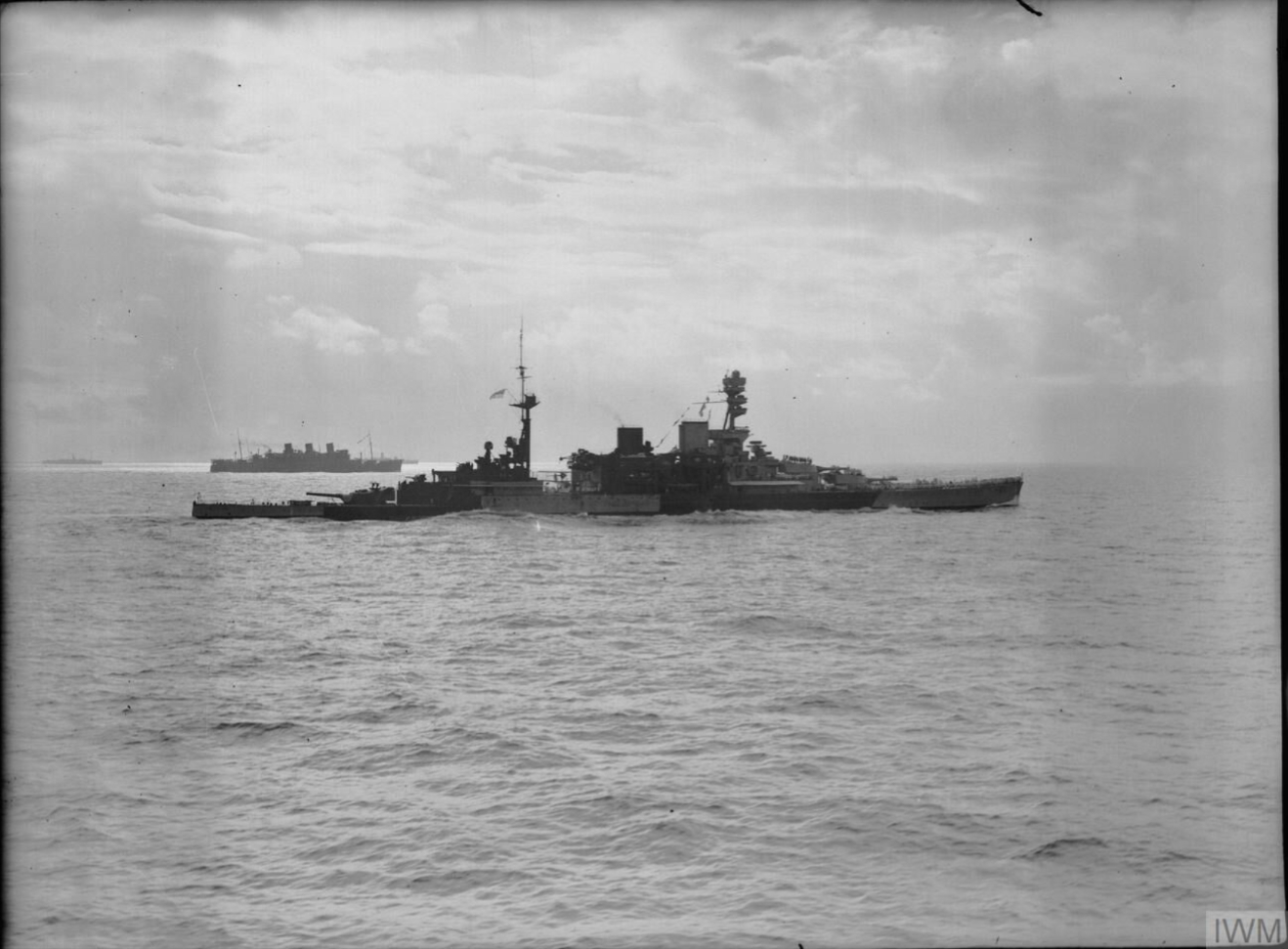
Az HMS Repulse brit csatacirkáló 1941. december elején, csapatszállító hajók kísérése közben, útban Szingapúrba.
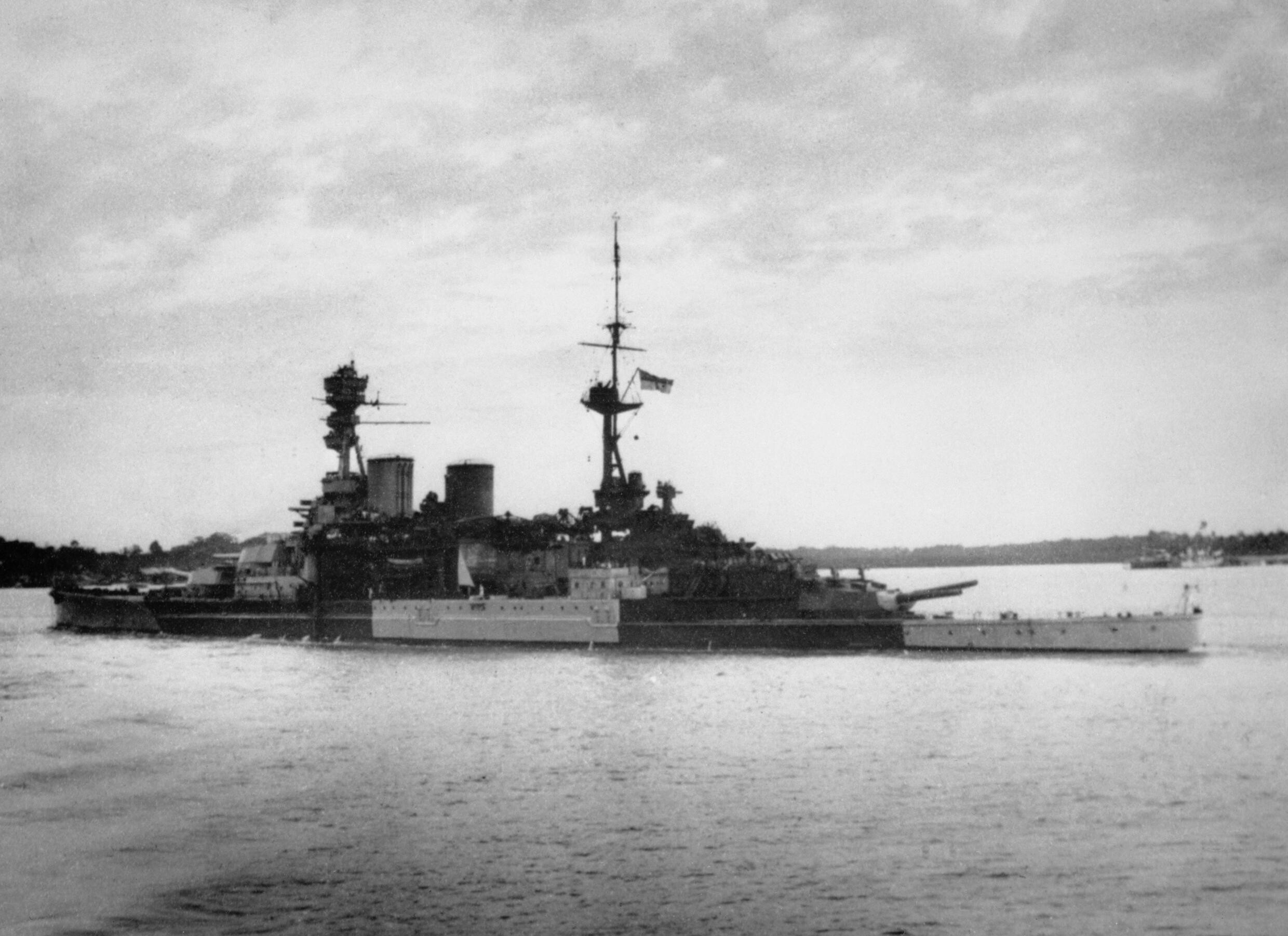
Az HMS Repulse brit csatacirkáló 1941. december 8-án, Szingapúr kikötőjében.

## Az ellenség nyomában

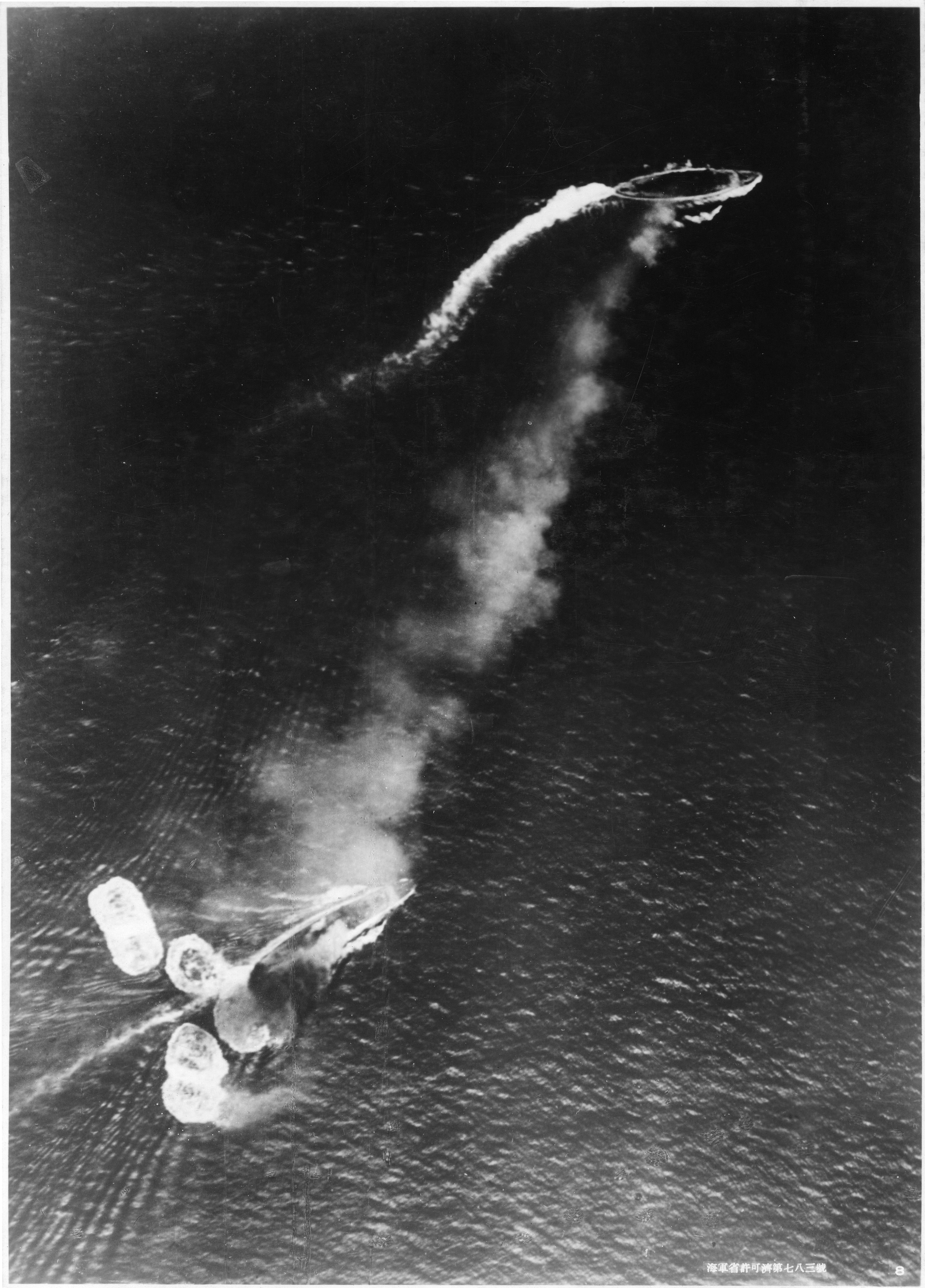
A kép felső részén a Prince of Wales, alul a bombatámadás alatt álló Repulse

December 9-én a Z erő északnyugati irányba haladt: megkerülte az Anamba-szigeteket, és behajózott a Sziámi-öbölbe. Mivel az ég felhős volt és esett az eső, a japán repülők elől rejtve haladhattak. Délben a felderítésre kiküldött PBY Catalina jelentette, hogy a japánok partra szálltak Szingorától északra. Phillips a japán inváziós erők nyomába eredt, de az I-65 jelzésű japán tengeralattjáró meglátta a flottát. Jelentése után megkezdődött a japán vadászat a britek után. Szárazföldről és hajókról indított repülők keresték a csatahajókat, hogy még sötétedés előtt megtámadhassák őket. Délután ötkor egy hidroplán megtalálta a brit hajókat, amelyek a japánok megtévesztésére északi irányba tartottak. Miután besötétedett, 20.15-kor irányt váltottak. Philips rádión figyelmeztetést kapott Szingapúrból a japán torpedóvető gépek közelségéről. Negyven perccel éjfél után a tengernagy rádióüzenetet kapott arról, hogy a japánok partra szálltak a malájföldi Kuantannál. A jelentés, amelyre az üzenetet alapozták, megerősítetlen volt, és később hamisnak bizonyult, ugyanis valójában vízi bivalyok léptek a partmenti aknákra. A tengernagy azonban tényként kezelte az információkat, és nem akarta megszegni a rádiócsendet, hogy megerősítést kérjen. A brit flotta elindult a nem létező hídfő felé, abban reménykedve, hogy hajnalban légi fedezetet kap.
Az éjszaka folyamán az I-58-as japán tengeralattjáró torpedókat lőtt ki az HMS Repulse-ra, de nem találta el. A búvárhajó jelentette a britek helyzetét Saigonba, ahol megkezdték a 22. légiflottilla gépeinek felszerelését egy hajnali akcióra. Eközben a Z erő cikkcakkolva nyugati irányban haladt a Sziámi-öbölben. Londonban megbeszélést tartottak a két hajóról. Churchill azon az állásponton volt, hogy az HMS Prince of Wales-nek és az HMS Repulse-nak csatlakoznia kell az amerikai flottához, de a döntést másnapra hagyták.
December 10-én egy Walrus hidroplán felderítést végzett a maláj tengerparton, de nem találta nyomát a japánoknak. Hasonló eredményre jutott a helyszínt feltérképező HMS Express romboló is. Philips biztos volt abban, hogy a japánok a közelben vannak, ezért folytatta a kutatást. Ez súlyos hiba volt, mivel a derült időben haladó hajók könnyű célpontot jelentettek a japánoknak. A repülők 10 órakor megtalálták az HMS Tenedos rombolót, és megtámadták. A romboló rádión jelentette a zuhanóbombázók akcióját. Philips most már abbahagyta a fantominvázió keresését, és iránymódosításra adott parancsot. A rádiócsendet azonban nem törte meg, és nem kért Szingapúrból vadásztámogatást. Negyed tizenegykor a japán felderítők megtalálták az HMS Prince of Wales-t, és 51 közepes bombázó és 34 torpedókkal felszerelt közepes bombázó indult ellenük.

## Az ütközet
Az HMS  Repulse csatacirkálón 11.10-kor vették észre a közeledő japán repülőgépeket. Három perccel később a kilenc kéthajtóműves Mitsubishi G3M , amerikai kódnevén Betty, megkezdte a támadást. Tüzet nyitott a légelhárítás is. Az HMS Repulse hangárfedélzetét eltalálta egy bomba, de nem okozott súlyos kárt. Fél 12-kor az HMS Prince of Wales radarján is megjelentek a japán gépek. Az alacsonyan szálló torpedókkal felszerelt közepes bombázók átküzdötték magukat a légelhárításon, és megtámadták a csatahajót. Az HMS Prince of Wales torpedótalálatot kapott, és kormányozhatatlanná vált. Az HMS Repulse megszegte a rádiócsendet, és jelentette a támadást. Szingapúrból hat Brewster Buffalo emelkedett fel, de esélyük sem volt eljutni időben a csata helyszínére.
A következő japán támadások az HMS Repulse-ra koncentráltak. A csatacirkálónak sikerült kitérnie több torpedó elől, de 12.20 után négy torpedótalálatot kapott. A robbanások által ütött lékeken tengervíz ömlött a hajótestbe. A tengerészek a vízbe vetették magukat, és a hajó gyorsan elsüllyedt. Ezután a japán gépek ismét az HMS Prince of Wales ellen indultak. A hajó három torpedó és több bombatalálatot kapott, majd felborult, és kevéssel 13 óra után elsüllyedt. A katasztrófában 47 tiszt, köztük Phillips admirális, valamint 793 tengerész vesztette életét.
A két hajó elsüllyesztése, mindössze 4 darab japán közepes bombázó és két hidroplán elvesztése árán sokkolta a brit hadvezetést és közvéleményt, egyben megrendítette a hitet a csatahajók légitámadással szembeni sebezhetetlenségében és mindenhatóságában. Winston Churchill később a legnagyobb megrázkódtatásnak nevezte a két hajó pusztulását, amely a háború kezdete óta őt érte.

Az 1941. december 10-én a brit HMS Prince of Wales csatahajót ért első, az egység elvesztéséhez döntő mértékben hozzájáruló torpedótalálat okozta sérüléseket és a vízbetörés útját mutató grafika.
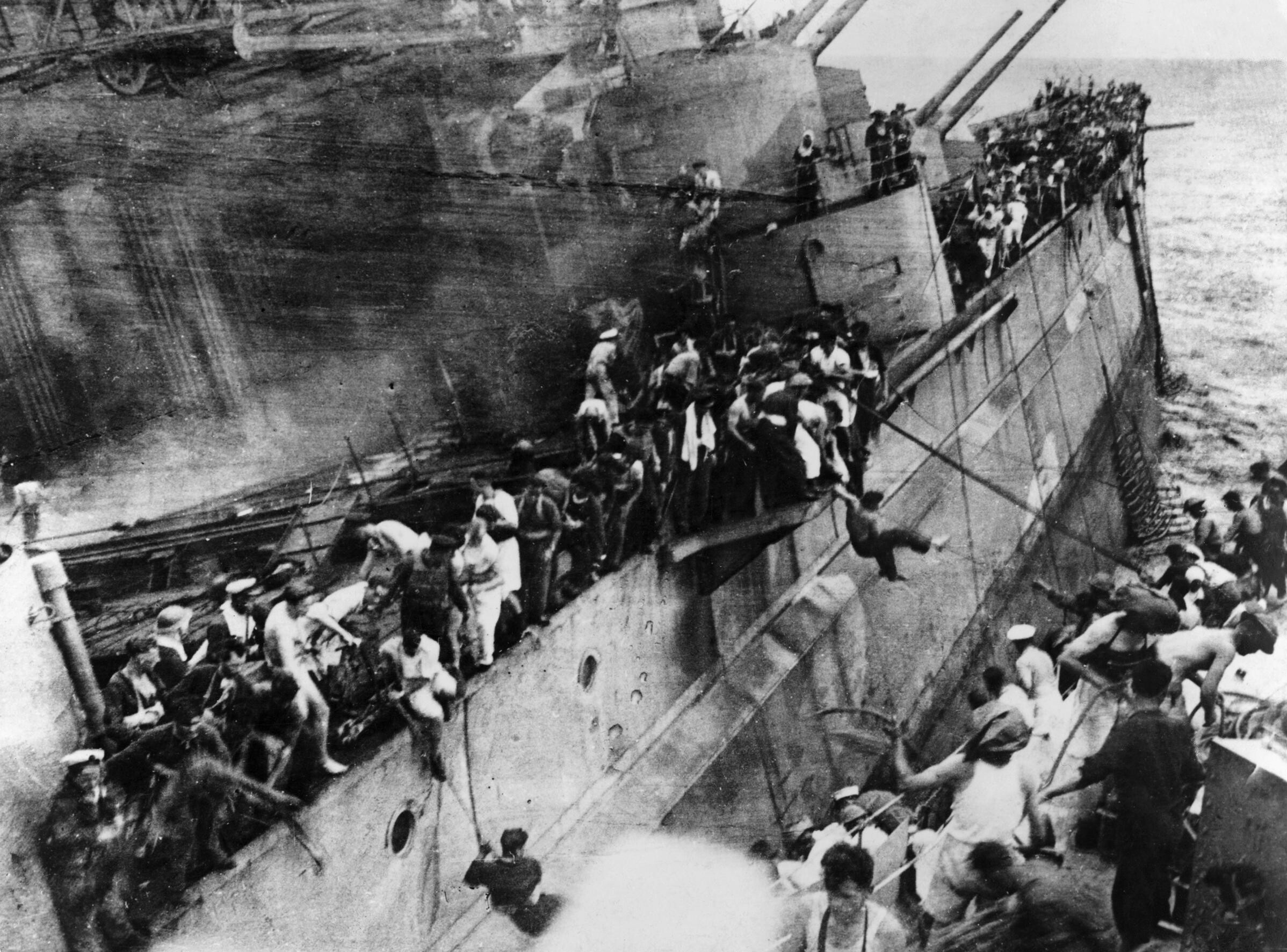
A legénység menekül a süllyedő HMS Prince of Wales brit csatahajó fedélzetéről 1941. december 10-én.
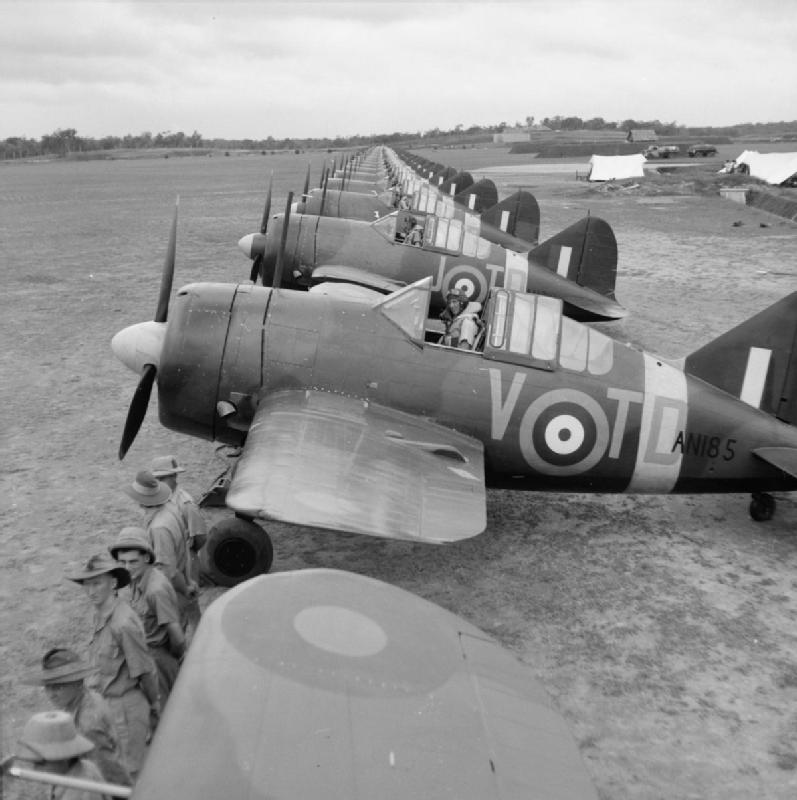
A RAAF 453. századának Brewster Buffalo vadászgépei voltak kijelölve a Force Z légi fedezetéül. Phillips tengernagy azonban nem tartott igényt rájuk, csak a japán légitámadás kezdete után egy órával hívta őket az HMS Repulse kapitánya, de csak a hajók elsüllyedése után érkeztek meg a csata helyszínére.
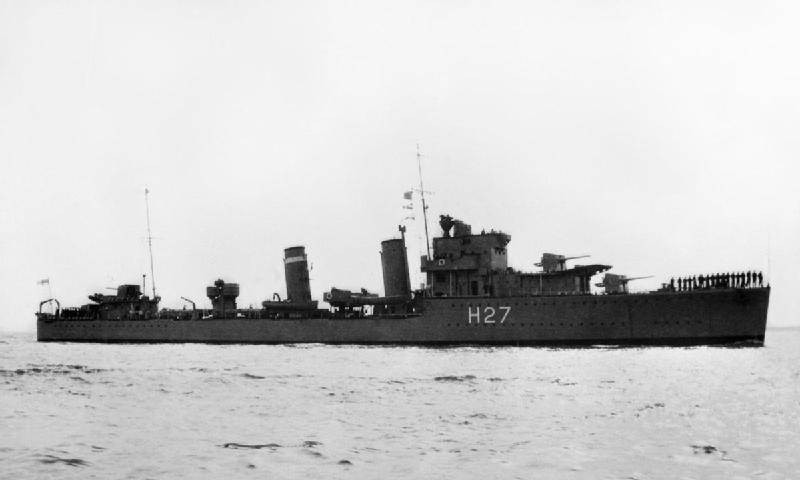
Az E osztályú, 1934-ben szolgálatba állított HMS Electra brit romboló.
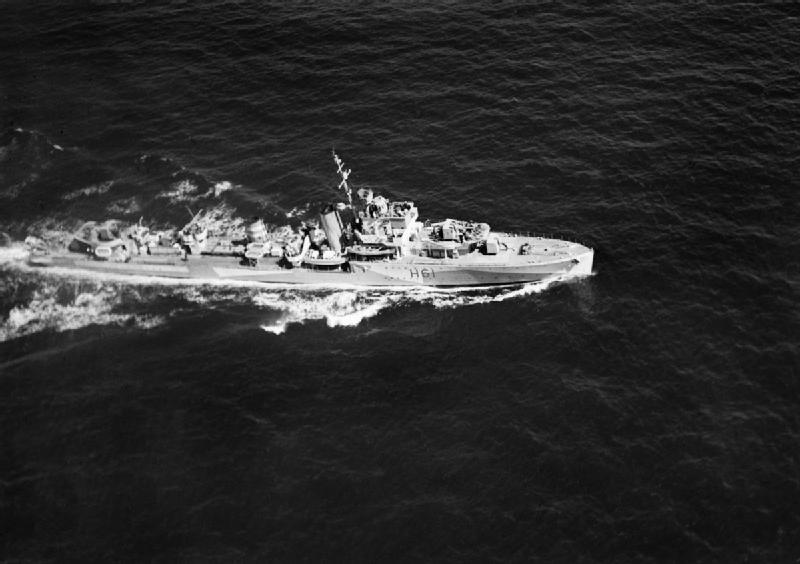
Az E osztályú, 1934-ben szolgálatba állított HMS Express brit romboló.
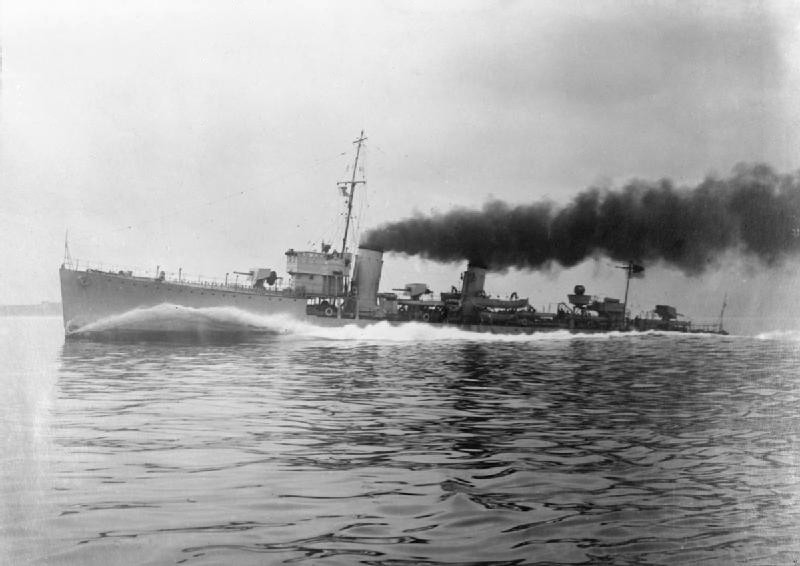
Az S osztályú, 1919-ben szolgálatba állított HMS Tenedos brit romboló.
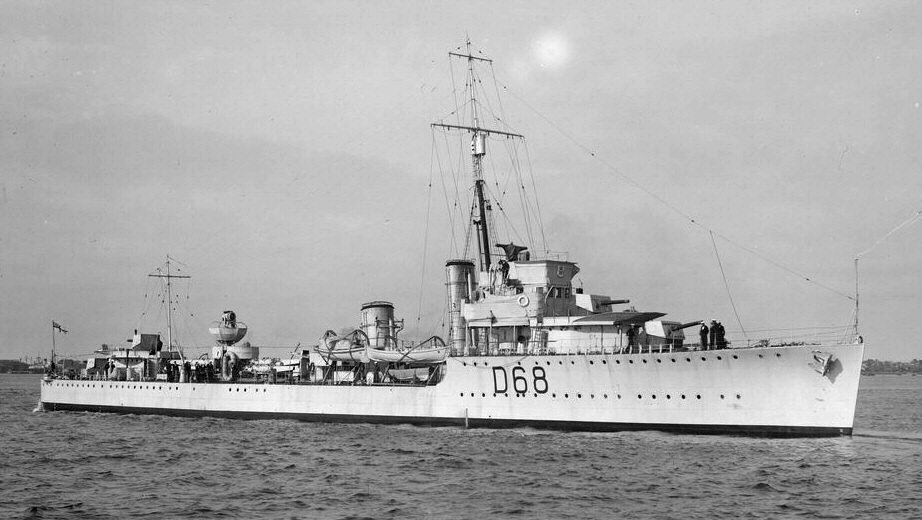
A V osztályú, 1917-ben szolgálatba állított HMAS Vampire ausztrál romboló.

## A brit vereség okai
A britek súlyos vereségéhez több tényező járult hozzá. Phillips tengernagy túlzott magabiztossága, mert azt hitte, a japán repülőgépek hatósugarán kívül manővereznek egységei, továbbá az a feltevése, hogy repülőgépek amúgy sem lehetnek veszélyesek a csatahajókra. Döntő a légi fedezet teljes hiánya, pedig egy ausztrál és egy új-zélandi szárazföldi bázisú vadászrepülő század is rendelkezésre állt volna. Lényeges, hogy az HMS Prince of Wales és az HMS Repulse csak igen gyenge hajókísérettel, 4, majd 3 rombolóval rendelkezett. Phillips tengernagy 4 könnyűcirkálót és 2 további rombolót Szingapúrban hagyott, pedig ezek jelentősen megerősíthették volna flottája légvédelmét, ahogy a 3 napi távolságon belül lévő HMS Hermes könnyű repülőgép-hordozó, az HMS Exeter nehézcirkáló, a holland Hr.Ms.Java könnyűcirkáló és 2 brit és 4 amerikai romboló csatlakozásának bevárása is. Az HMS Prince of Wales más brit hajókon a Luftwaffe és a Regia Aeronautica Italiana repülőgépei ellen félelmetesen hatékonynak bizonyult High Angle Control System (HACS) radar irányítású légvédelmi tűzvezető rendszere elromlott, így a hajó a sokkal kevésbé hatékony optikai tűzvezetésre szorult. A térségben lévő egyébként komoly méretű brit flottaerők szét voltak szórva az Atlanti-óceán déli részétől az Indiai-óceánon át Új-Zélandig. A fentebb említett hajókon kívül három nehézcirkáló, az HMS Devonshire, az HMS Dorsetshire és az HMS Cornwall és az HMS Enterprise könnyűcirkáló az Atlanti-óceán déli részén, illetve az Indiai-óceánon hajózott, két nehézcirkáló (HMAS Australia, HMAS Canberra) és két könnyűcirkáló (HMAS Hobart, HMAS Perth) Ausztráliában tartózkodott, két könnyűcirkáló (HMNZS Achilles, HMNZS Leander) pedig Új-Zélandon.